# Den offentlige ejendomsvurdering
Den offentlige ejendomsvurdering er en vurdering af alle landets faste ejendomme. Det gælder:
- Ejerboliger som parcelhuse, rækkehuse, ejerlejligheder og fritidshuse.
- Erhvervsejendomme inklusive ejendomme med andels- og lejeboliger.
- Landbrugs- og skovejendomme.

Vurderingerne bruges hovedsageligt til at beregne, hvor meget man skal betale i skat af ejendommen. 
Den offentlige ejendomsvurdering foretages af Vurderingsstyrelsen, som er en del af Skatteforvaltningen.
I 2021 tog Vurderingsstyrelsen et nyt ejendomsvurderingssystem i brug. Med det nye system er de offentlige ejendomsvurderinger blevet databaserede og mere gennemskuelige. 
Nye offentlige ejendomsvurderinger bliver offentliggjort på vurderingsportalen.dk